# Szent András-templom (Kijev)
A Szent András-templom (ukránul: Андріївська церква) ortodox templom Kijevben, amelyet 1747 és 1754 között építettek a híres olasz építész, Francesco Bartolomeo Rastrelli tervei alapján. Az Erzsébet-kori barokk ritka példája Ukrajnában. A templom egy meredek dombon áll, ahol a legenda szerint András apostol megjósolta a hely nagy jövőjét, mint a kereszténység bölcsőjét a szláv földeken. Az épület az ország egyik leghíresebb műemléke, 1968 óta múzeum. A 21. század elején az épület komoly statikai problémákkal küzdött az instabil alapozás miatt, és a 2010-es évek végén jelentős felújításon esett át, miután az ukrán ortodox egyház a Konstantinápolyi Ökumenikus Patriarchátusnak ajándékozta.

## Története
A templom építésének ötlete akkor fogalmazódott meg, amikor Erzsébet orosz cárnő úgy döntött, hogy Kijevben egy nyári rezidenciát építtet magának, amelyhez egy templom is tartozik. 1744. szeptember 9-én ünnepélyesen megkezdődött az építkezés: a cárnő maga tette le az első három alapkövet. A felszentelést Rafael Zaborovszkij kijevi metropolita végezte. A palotát a Pecserszk negyedben, a templomot pedig az Andrijivszka-dombon helyezték el.
A pétervári építési kancellária először Gottfried Johann Schädel német építészt és Daniel de Bosquet mérnököt bízta meg a templom terveinek kidolgozásával. Amikor azonban Schädel 1745-ben bemutatta tervét, a kancellária elutasította azt, helyette a császári udvar főépítésze, Bartolomeo Rastrelli dolgozta ki a tervet, amely egy másik szentpétervári templomon alapult.
Magát az építkezést orosz és külföldi mesterekből álló csapat végezte Ivan Fjodorovics Micsurin építész irányításával, aki korábban sikeresen pótolta a régebbi Feltámadás templomot a moszkvai női piactéren. Micsurin volt felelős a helyszín összes mérnöki és geológiai felméréséért, és megállapította, hogy 13-14 méter mélyen kemény altalaj fekszik, és felette már a földalatti vizek által átitatott talajokat talált. Ezen információk birtokában Micsurin kidolgozta a kőalapozású építményt, és összekötötte annak alapozását a Rastrelli által tervezett kétszintes paplaképülettel, amely a domb oldalán épült.
I. Vlaszijev és Mihail Ivanovics Leontyev kijevi főkormányzó kapta a megbízást, hogy a mai Fehéroroszország, Litvánia és Ukrajna területén található területekről kőműveseket, ácsokat és kőfaragókat szerezzen a munkálatokhoz. A templomhoz a fehér és vörös téglákat a Szófia, a Pecserszk és a Cirill kolostorok téglagyáraiban készítették. Az alaphoz szükséges követ a kijevi helyőrség katonái szállították a szomszédos Rzsicsiv és Bucsa városából. A faanyag a közeli Puscsa-vodicsia erdeiből származott. Emellett a templom építésében kijevi, csernyihivi, sztarodubi és poltavai gyalogezredek is részt vettek. A környező falvakból érkező munkásokon kívül a kijevi Pecserszka lavra 50 legjobb kőművesét küldte a templom építéséhez.
A templom külső és belső díszítését egyszerre végezték. Az öntöttvas padlólemezeket Moszkvából szállították. A templom ablakaihoz, ajtóihoz, falaihoz és a kupola alatti térhez is készültek formák. A Rastrelli által tervezett ikonosztának, az oltár baldachinjának, a szószéknek és a cári ülőhelynek a farészeit Szentpéterváron faragták ki, hogy időt takarítsanak meg. Az ikonosztáz ikonjait pétervári művészek készítették. A belső tér aranyozásához 1028 aranylapot használtak fel.
A külső munkálatokat 1754-ben fejezték be, de a belső munkálatok és díszítések csak 1767-ben készültek el. A templom ikonjait Alekszej Antropov és Ivan Visnyakov festették, a freskókat pedig I. Romenszkij és I. Csajkovszkij ukrán mesterek készítették. A tervezett rámpát, amelyet a templomba való bejutás érdekében építettek volna, a hegy meredeksége miatt a későbbiekben fából készült lépcsővel váltották fel. A fából készült feljárót aztán 1844-ben öntöttvas lépcsőkre cserélték.
Mivel a cárnő még az építkezés befejezése előtt meghalt, és utódai nem érdeklődtek a templom iránt, az építkezés finanszírozás nélkül maradt. Egy ideig a templom magán- és önkéntes alapokból élt, olyan emberek által nyújtott pénzekből, mint például a költő Andrej Muravjov, aki egy közeli házban lakott.
1815-ben egy erős vihar leszakította a templom kupoláit, így a vihar után a templom teljes helyreállításra szorult. A következő évben Andrej Melenszkij építész elkészítette az épület homlokzatának terveit, és azokat elküldte Szentpétervárra. 1825-1828-ban a templomot Melenszkij tervei alapján restaurálták. A vörös kerámiacserepeket fémre cserélték, aminek következtében a kupolák elvesztették díszítésük egy részét, és megváltozott a formájuk is.
1917 és 1953 között egy sor felújítást végeztek a templom alapjain, emellett a templom homlokzatának, belső terének és díszítésének felújítására is sor került. A templom felszentelésétől rendszeresen tartottak istentiszteleteket a szovjetek általi 1932-es bezárásig. 1935-ben a Szent András-templomot felvették a Történelmi és Kulturális Megőrzési Összukrajnai Múzeumterület által kezelt épületek közé. 1939 után egy ideig a Szent Szófia Vallásellenes Múzeum működött a templom területén. A második világháború alatt helyreállították a rendszeres istentiszteleteket, hogy aztán 1961-ben ismét bezárják. Azóta a templom sztülobatészeként szolgáló épületet különböző szervezeteknek adták bérbe egészen 1992-ig, amikor is a kijevi patriarchátushoz tartozó ukrán ortodox egyház szemináriuma foglalta el. 1968. január 10-én a templomot felvették a Szent Szofia Múzeum állami építészeti és történeti műemlékvédelmi területre. Ugyanezen év szeptember 10-én a templomot történelmi és építészeti múzeumként nyitották meg. Az 1960-as évek elején Bécsben felfedezték Rastrelli barokk kupoláinak eredeti terveit. 1970-ben a Szent Szófia Múzeum az eredeti tervek másolatát elkérte a bécsi Albertina Múzeumtól. 1978-ban V. Kornyejeva építész vezetésével restaurátorok Bartolomeo Rastrelli rajzai alapján helyreállították a templom kupoláit.
1992 és 2000 között a Szent András-templomon ismét jelentős javítási és restaurálási munkálatok folytak: megerősítették a díszléceket, kicserélték az ikonosztáz gerendázatát, újrakövezték a márványpadlót, megerősítették az oszlopokat, és kijavították a lépcsőt, a tornácot és a talapzatot. A 2000-es években a templom alatti alapzat elkezdett elmozdulni, ami aggodalmakat keltett, hogy a templom összeomolhat. A templom alapzatán már megjelentek repedések, aminek következtében Nesztor Szufrics rendkívüli helyzetekért felelős miniszter különbizottságot hozott létre. A Rendkívüli Helyzetek Minisztériumának közlése szerint a fővárosi osztályuk, az Építésügyi Minisztérium, valamint a kijevi városi közigazgatás segítségével kutatást fognak végezni az épület alapozásával és felépítésével kapcsolatban. Végül 2009-2011-ben stabilizálták a dombot, megerősítették a templomépületet és a sztülobatészt, valamint parkosították és leszigetelték a lejtőket, és kikövezték a tornácot. Számos levéltári, bibliográfiai, ikonográfiai forrás átfogó kutatása, az építőanyagok elemzése, a szerkezetek tanulmányozása és a pontos régészeti mérések lehetővé tették a műemlék tudományos alapon történő helyreállítását. A munkát a legmagasabb szakmai színvonalon, a legmodernebb technológiák figyelembevételével, a műemlék meglévő formáinak és részleteinek teljes megőrzésének elve alapján végezték.
2008-ban a templomot átadták az Ukrán Autokefál Ortodox Egyháznak, mely annak székesegyházaként szolgált. 2018 októberében a templomot a törvény értelmében a Konstantinápolyi Ökumenikus Patriarchátusnak ajándékozták sztauropegóniaként. 2018. augusztus 21-én I. Bartholomaiosz konstantinápolyi pátriárka, aki Volodimir Zelenszkij ukrán elnök meghívására az országba látogatott, 2021. augusztus 21-én a sztauropegóniában tartott vecsernyét.

## Építészeti jellemzői
A templom 15 méteres alapozású sztülobatészre épült, amely a keleti oldalról a meredek domboldalra lefelé néz, a nyugati oldalról pedig kétszintes épülettel egészül ki. A templom egyetlen nagy méretű kupolából és öt kis díszes, barokk hagymakupolás toronyból áll. A külső homlokzatot korinthoszi oszlopok alkotják, amelyeket további díszítések kísérnek. A templom ablakai és ajtajai gazdagon kidolgozott ornamentikával dekoráltak. A templom belsejének jobb megvilágítása érdekében, hogy a látogatók jobban értékelhessék a belső díszítés szépségét, egy speciális lámparendszert szereltek fel. Ezt a rendszert úgy tervezték, hogy megvilágítsa a templom belsejének fő elemeit.
A templomban összesen 68 ikon található a 18. század közepéről , valamint 2 nagy méretű 19. századi festmény. Platon Boriszpolet ukrán művész készítette az „András apostol prédikációja” című festményt, amelyet a templom felszentelésének századik évfordulóján mutattak be. A festmény Párizsban készült a szerző projektmunkájaként, hogy bekerüljhessen a Párizsi Művészeti Akadémiára. A kijevi Szent András-templom egyik fénypontja a balti német művész, Johann Lebrecht Eggink „Vlagyimir herceg vallásválasztása” című lenyűgöző festménye, amely a főcsarnokba vezető lépcső felett függ. Ez a 19. századi remekmű azt a sorsfordító pillanatot örökíti meg, amikor I. Vlagyimir kijevi nagyfejedelem meghozta a döntést, hogy népét keresztény hitre téríti, amely történelmi esemény nagyban befolyásolta Ukrajna kulturális és vallási identitását. Maga a festmény nagyszerű művészi munka, bonyolult részletei és élénk színei vonzzák a néző tekintetét. A templom egyik legjelentősebb és leghíresebb festményének tartják, és Ukrajna gazdag művészeti hagyományairól tanúskodik.

## Galéria
- Drónfelvétel az épületről

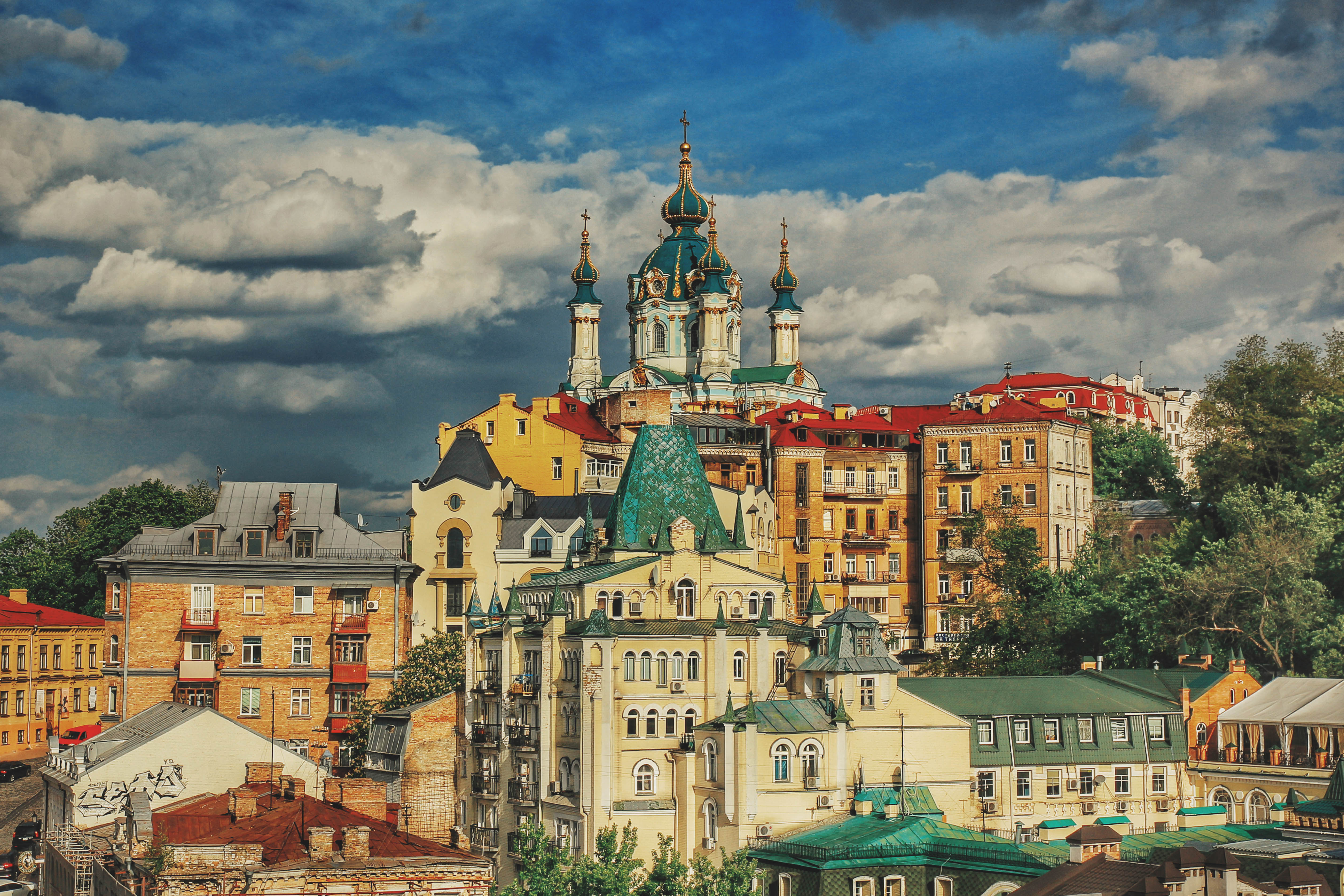
A Kijev fölé magasodó domboldal
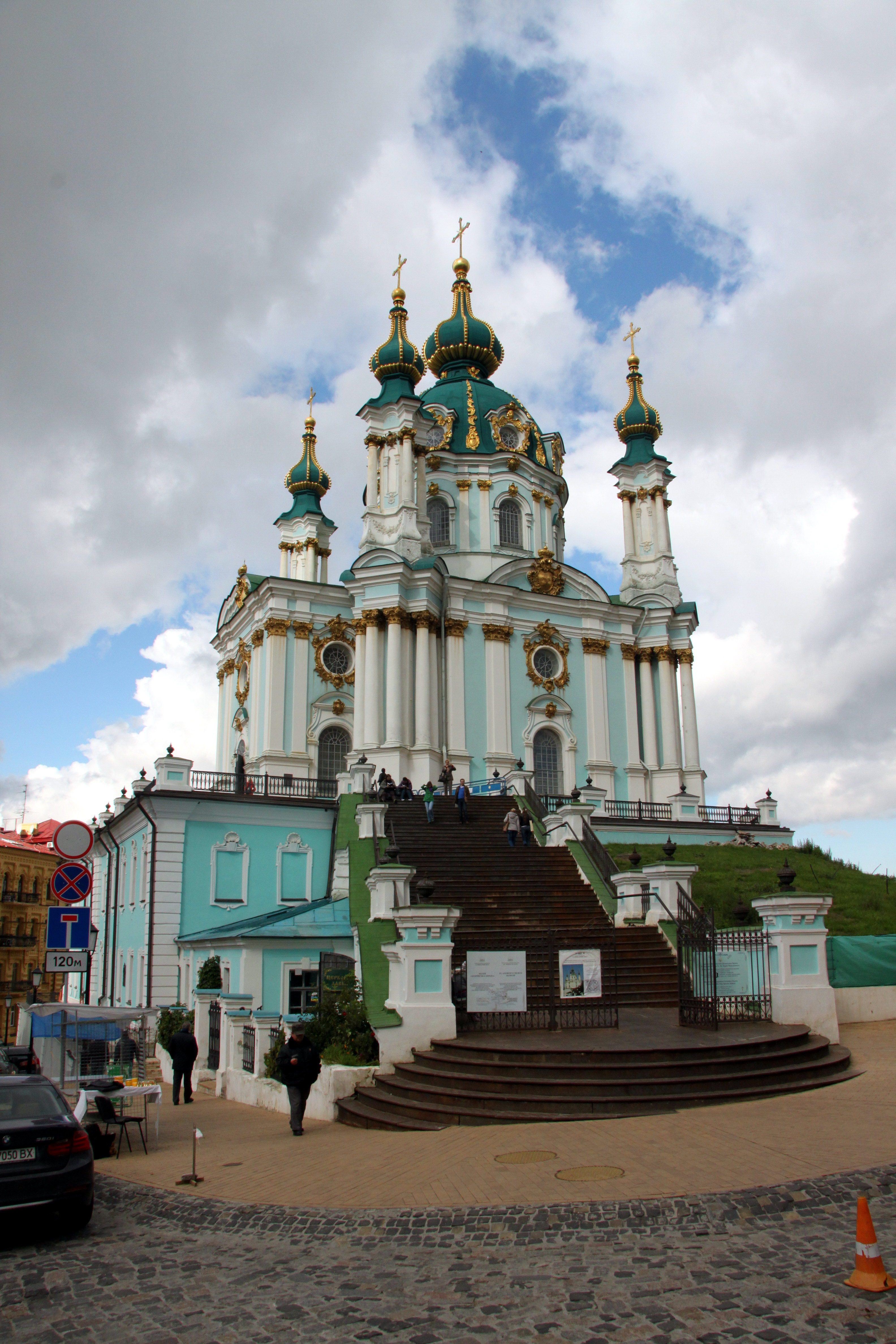
Az öntöttvas lépcsősor és a főhomlokzat
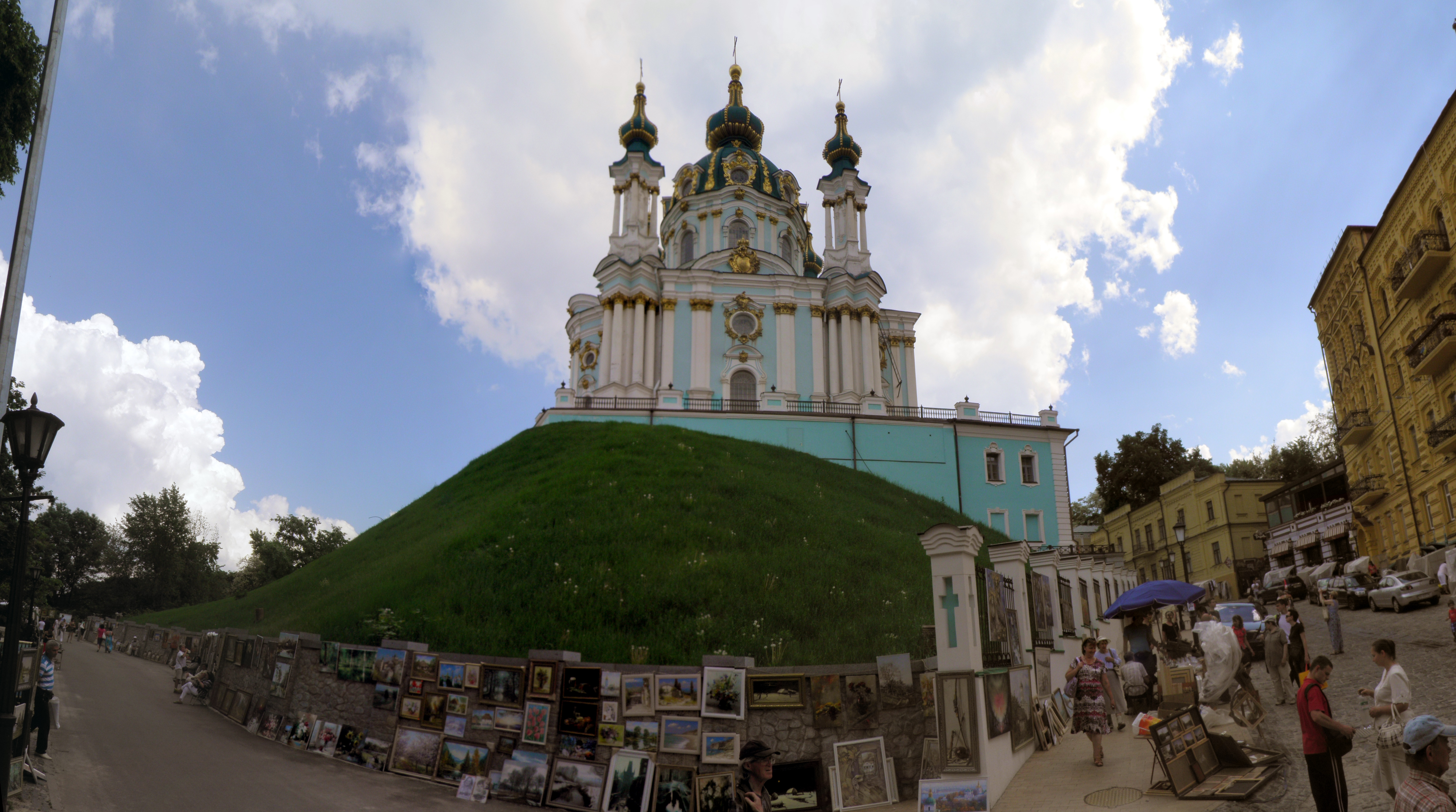
Az aszimmetrikus dombtető, jobbra a két emeletes sztülobatész épület
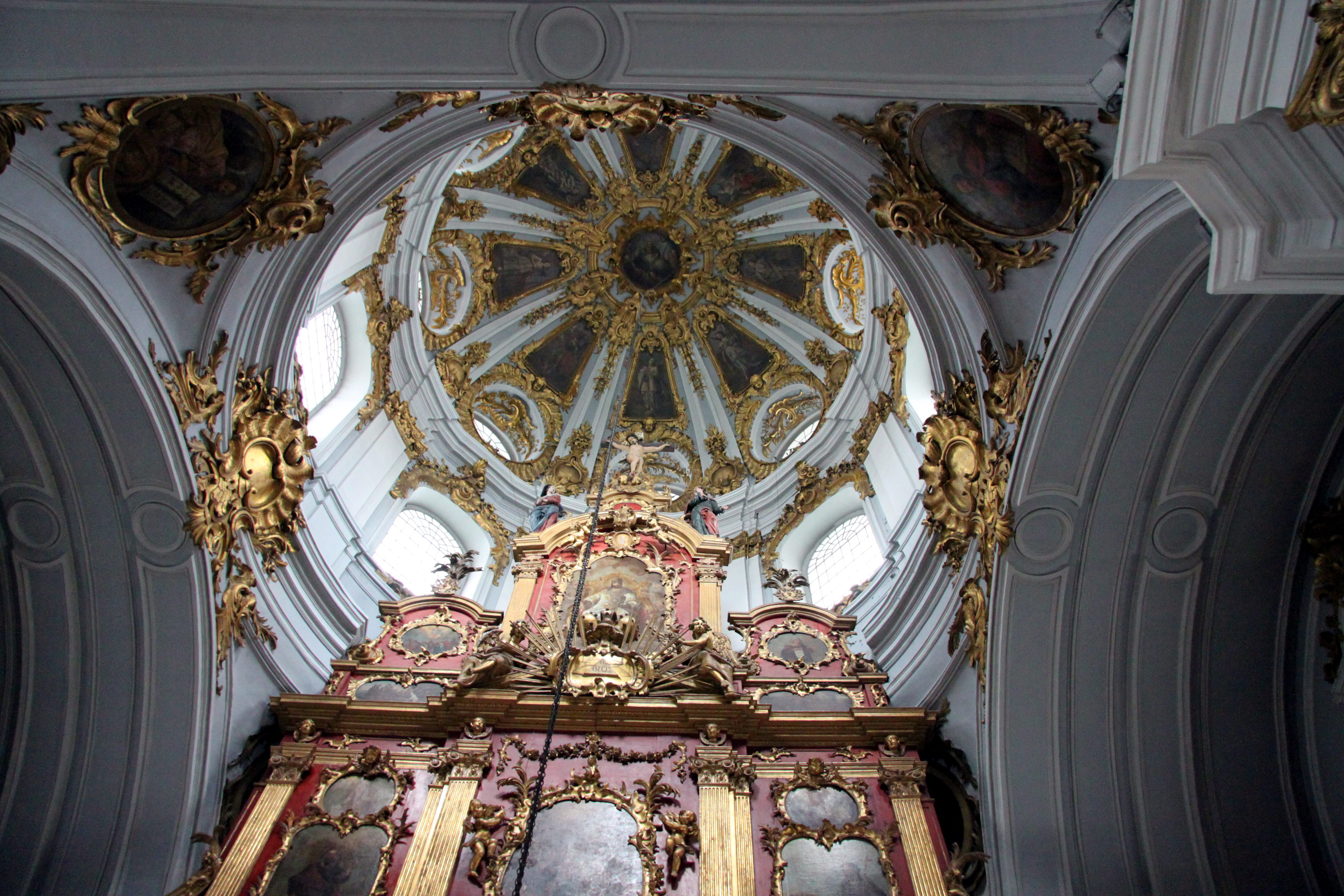
A barokk kupola belseje
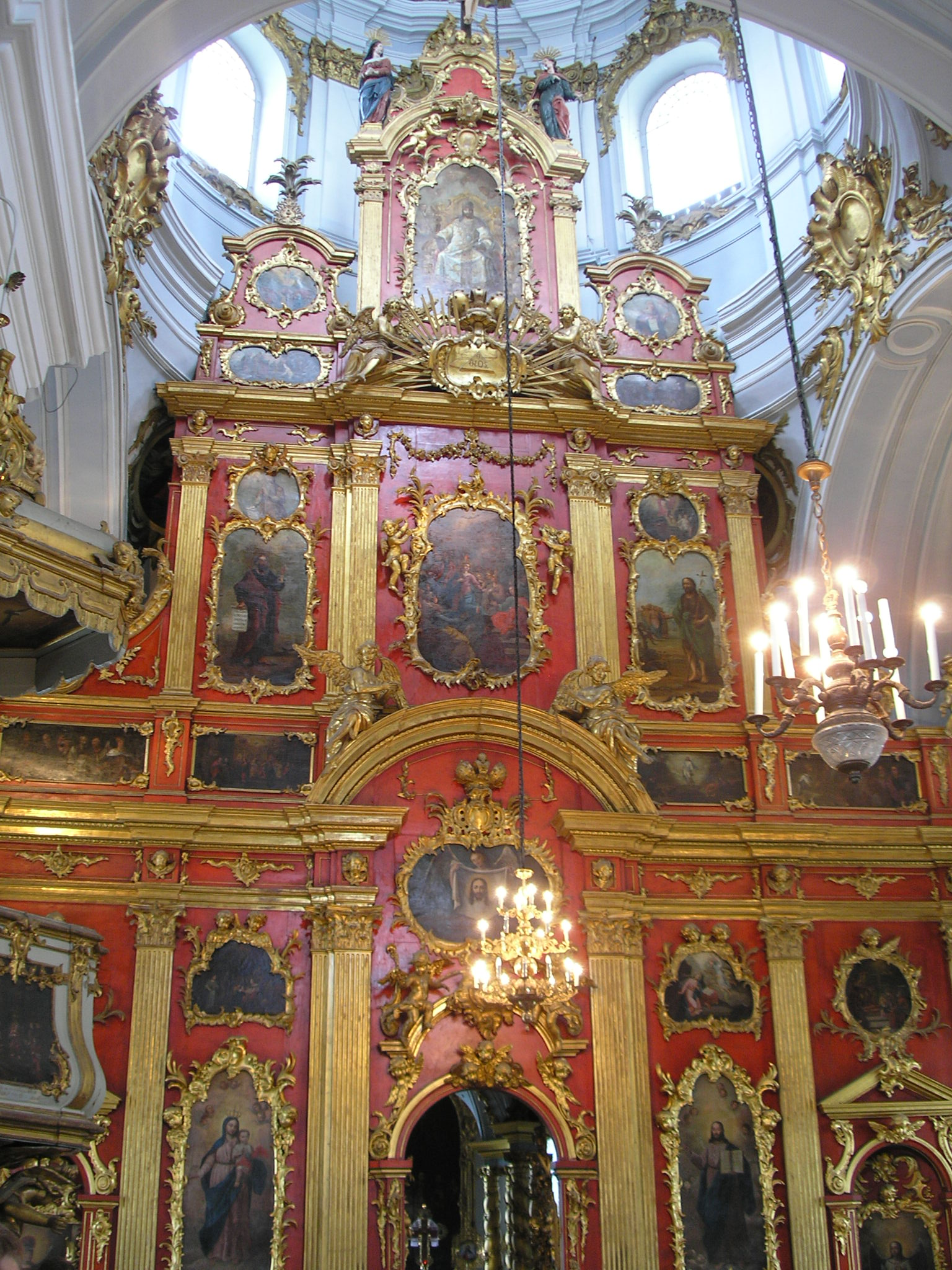
Az ikonosztáz

## Fordítás
- Ez a szócikk részben vagy egészben  a   St Andrew's Church, Kyiv című angol Wikipédia-szócikk ezen változatának fordításán alapul.  Az eredeti cikk szerkesztőit annak laptörténete sorolja fel. Ez a jelzés csupán a megfogalmazás eredetét és a szerzői jogokat jelzi, nem szolgál a cikkben szereplő információk forrásmegjelöléseként.